# Halieutopsis margaretae
Halieutopsis margaretae är en fiskart som beskrevs av Ho och Shao 2007. Halieutopsis margaretae ingår i släktet Halieutopsis och familjen Ogcocephalidae. Inga underarter finns listade i Catalogue of Life.